# Edward H. Rollins

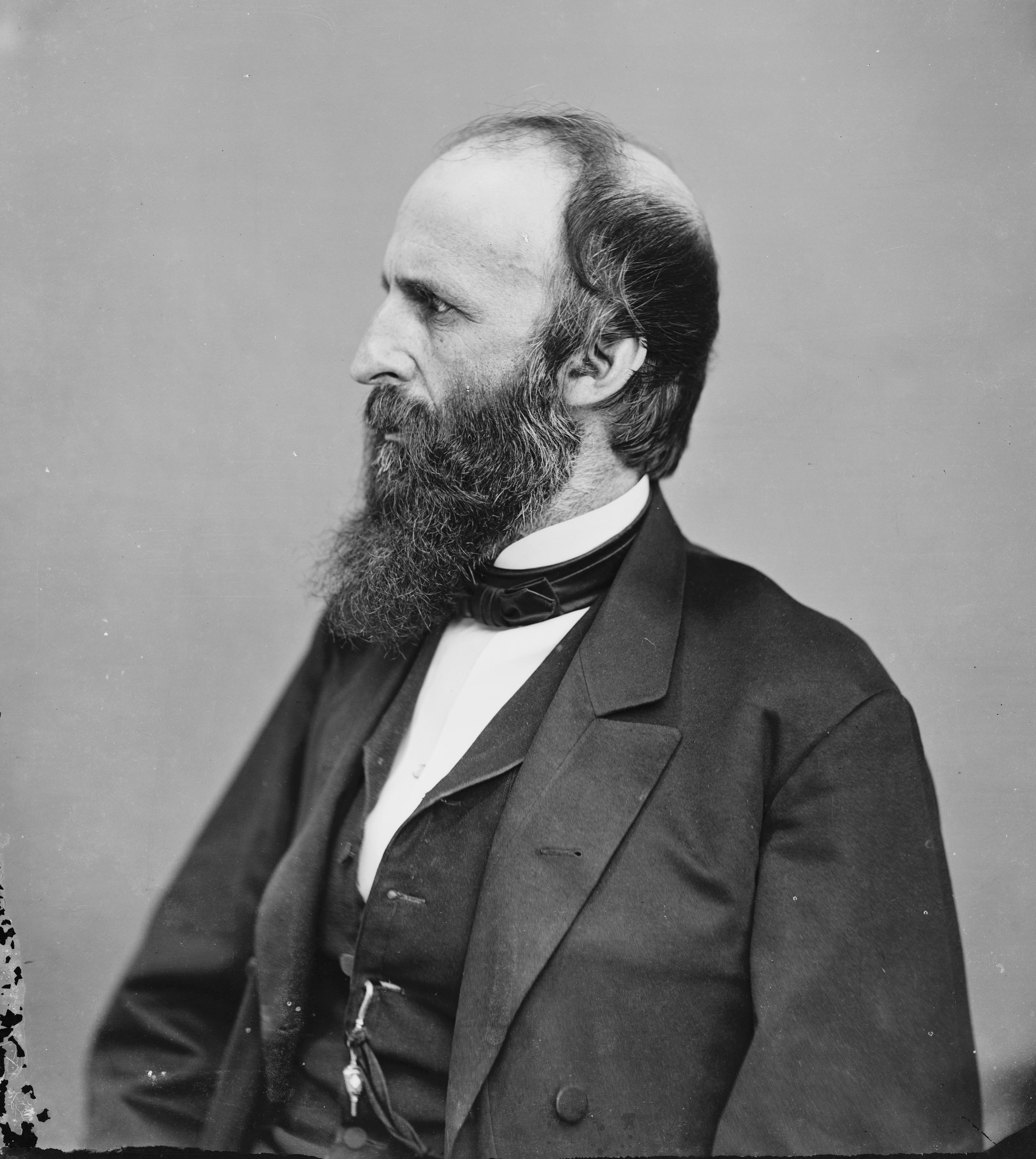
Edward Henry Rollins, 1850

Edward Henry Rollins (* 3. Oktober 1824 in Somersworth, New Hampshire; † 31. Juli 1889 auf den Isles of Shoals) war ein US-amerikanischer Politiker (Republikanische Partei). Er vertrat den Bundesstaat New Hampshire in beiden Kammern des US-Kongresses.
Rollins besuchte öffentliche Schulen und private Lehranstalten in Dover und South Berwick (Maine). Danach ergriff er eine Tätigkeit im kaufmännischen Gewerbe. 1855 begann seine politische Laufbahn mit der Wahl ins Repräsentantenhaus von New Hampshire, in dem er während seiner bis 1857 dauernden Amtszeit auch als Speaker fungierte. Im Jahr 1860 wurde er als Vertreter des 2. Bezirks von New Hampshire ins Repräsentantenhaus der Vereinigten Staaten gewählt. Dort verblieb er nach zweimaliger Wiederwahl bis zum 3. März 1867.
In diesem Jahr wechselte Rollins innerhalb des Kongresses in den Senat. Dort war er während seiner sechsjährigen Amtszeit unter anderem Vorsitzender des Committee on Manufactures. 1882 scheiterte er beim Versuch der Wiederwahl.
Nachdem er zuvor als Sekretär bei der Union Pacific Railroad beschäftigt gewesen war, übernahm Edward Rollins 1886 das Amt des Präsidenten der Boston, Concord & Montreal Railroad, das er bis 1889 innehatte. Zudem gründete er die First National Bank von Concord und das Bankhaus E. H. Rollins & Sons in Boston.
Rollins starb 1889 und wurde in Concord beigesetzt. Zu seinen Ehren wurde der Teil der Stadt Somersworth, in dem er geboren wurde, in Rollinsworth umbenannt.